# Lean wit Me
A "Lean wit Me" az amerikai rapper, Juice WRLD (Jarad Anthony Higgins) dala. Nick Mira készítette. 2018. május 22-én adták ki a Goodbye & Good Riddance album harmadik kislemezeként.
Megjelenésekor a "Lean wit Me" pozitív visszajelzéseket kapott a kortárs zenei kritikusoktól. Az Egyesült Államokban a 68. helyezett volt az USA Billboard Hot 100 diagramján. A dalt azóta az Amerikai Hanglemezgyártók Szövetsége (RIAA) Platinum lemezzé nyilvánította. A kísérő zenei videót Sherif Alabede rendezte, és a barátnője mellett ábrázolja Higgins hosszú kábítószer-függőségi csatáját.

## Háttér
A dal tükrözi a függőséget. Foglalkozik Higgins kábítószer-visszaéléssel kapcsolatos kérdéseivel.

## Fogalmazás
A "Lean wit Me" egy közepes tempójú hip-hop/rap dal, amely két perc és ötvenöt másodperc hosszúságú. A korábbi felvételeihez hasonlóan a "Lean wit Me" is gyötrelmes dallamú hip-hop/rap dal.  A dal sötét lírai témákat tartalmaz, erős rögzítéssel a függőségről. A dalszöveg a kábítószerekre utaló hivatkozásokat tartalmaz, amelyek megmutatják, hogyan vezethet az anyaghasználat önpusztításhoz és tragikus romantikához.

## Kritikusok fogadtatása
A "Lean wit Me" pozitív értékelést kapott a kortárs zenei újságíróktól. Aaron Williams gratulált a dalszöveghez, azzal érvelve, hogy a dalszerző "olyan anyaggal való visszaélést részletez, amely a jövőt kétszer is meggondolhatja döntéseire".

## Teljesítmény
Az Egyesült Államok-ban a "Lean wit Me" először a Billboard Hot 100-on, 2018. augusztus 17-én, 87-ként debütált 10,9 millió amerikai hallgatottsággal és 1000 digitális letöltéssel. Ugyanezen a héten a kislemez 44-ként lépett be a Hot R & B / Hip-Hop Songs listájába. A következő héten a "Lean wit Me" három hellyel mászott feljebb a Billboard Hot 100 táblázatán, így a 84. helyre került. Végül a dal a Hot 100-as listán a 68. helyre emelkedett a 2018. szeptember 1-jei kiadás során, amely a listán a harmadik hét volt. Végül elérte a 26. helyet a Hot R & B / Hip-Hop Songs listán a 2018. szeptember 1-jei kiadásban. A "Lean wit Me" belépett és elérte a 21. helyet az USA Hot Rap Songs listáján. Kanadában a dal a 93. szám alatt debütált a kanadai Hot 100 listán, ahol elérte a 79. helyezést. 2018. december 11-én a "Lean wit Me" Platinum lemezzé nyilvánította  az Amerikai Hanglemezgyártó Szövetsége (RIAA) egymillió digitális letöltéssel. 2020. július 12-én a zenei videó 125 279 000 nézettséggel rendelkezik.

## Videoklip

### Háttér
A "Lean wit Me" zenei videót a Los Angeles-i filmes Sherif Alabede rendezte. Narratív vezérelt látványairól ismert, Aladebe sötét esztétikája, amelynek célja a közönség számára tartós benyomást hagyni. Higgins és Alabede sötét videó elkészítésére törekedett, amely óvatos beszámolót adott a rekreációs drogfogyasztás következményeiről. A videóban Juice WRLD részt vesz egy csoportterápiás ülésen. Alabede beismerte, hogy nem ismerte jól Juice WRLD zenei stílusát, mielőtt kapcsolatba került volna vele. Mindazonáltal tájékoztatták Juice WRLD emo rap stílusáról, és őt lenyűgözte a hitelessége. Sherif Alabede egy Anonim Alkoholisták Találkozót használt a vizuális narratívának a keretéhez. A hitelesség érzetének fokozása érdekében a videóba bevitt extrák nem színészek voltak, hanem valójában gyógyuló alkoholisták.

## Áttekintés
A zenei videót Juice nyitja meg egy tizenkét lépésben tartott programbeszélgetésen. Részt vesz a derűs ima elmondásában, együtt a csoporttal, és egy fém összecsukható székre ül. A csoportvezető arra kéri a művészt, hogy mutassa be magát, és ossza meg történetét, amelyet belefoglal a dalba. Juice a kör körül táncol. Kiderült, hogy karakter a barátnője halála után került a terápiába. A videó egészében változások mutatkoznak a Juice szegmensei között a találkozón és a visszajátszási jelenetek között, ahol a szeretőjével van. A pár egyaránt élvezi a kábítószer-visszaélés extázist, és küzd a függőséggel. Ábrázolják őket különféle függőségi állapotokban, a tabletták által körülvett padlóra fektetéstől a kisboltban történő letartóztatásukig. A csúcspontja az amikor Juice hívja a 911-et, hogy bejelentse, hogy barátnője túladagolt a vényköteles gyógyszereken. A zenei videó egy fekete képernyőn ér véget egy üzenettel, amely népszerűsíti a Nemzeti Kábítószer- és Alkoholkezelő Forródrótot. A következő szöveg szól: "Túl sok a fiatal legenda, amelyek korán hagytak el bennünket. Ha Ön vagy valaki ismeretes szenved függőségben, hívja az 1-800-662-HELP-et az első lépés megtételéhez."

## Fogadtatás
Megjelenésekor a zenei videót általános elismeréssel fogadták a sötét képei miatt. Aproon Williams, szerint Higgins a videóval zaklató nyilatkozatot adott a kábítószerrel való visszaélésről.

## Slágerlisták
| 2018–2019                            | Legjobb helyezés |
| ------------------------------------ | ---------------- |
| Kanada (Canadian Hot 100)            | 72               |
| US (Billboard Hot 100)               | 68               |
| US Hot R&B/Hip-Hop Songs (Billboard) | 26               |
| US Hot Rap Songs (Billboard)         | 21               |
| US Rolling Stone Top 100             | 68               |

## Értékesítések
| Ország                | Lemezek  | Eladások  |
| --------------------- | -------- | --------- |
| Kanada (Music Canada) | Platinum | 80,000    |
| US (RIAA)             | Platinum | 1,000,000 |